# Morgan Frost
Pour les articles homonymes, voir Frost.
Morgan Frost (né le 14 mai 1999 à Aurora dans la province de l'Ontario au Canada) est un joueur canadien de hockey sur glace. Il évolue au poste de centre.

## Biographie
À sa saison recrue dans la Ligue de hockey de l'Ontario en 2015-2016, Frost inscrit seulement 7 buts et 27 points. En 2016-2017, il augmente sa production offensive avec une récolte de 20 buts et 62 points en 67 matchs.
Éligible au repêchage d'entrée dans la LNH 2017, il est sélectionné au 1er tour, 27e choix au total, par les Flyers de Philadelphie. Il était classé au 31e rang chez les patineurs nord-américains selon la Centrale de recrutement de la LNH.
Le 3 août 2017, il signe son contrat d'entrée de 3 ans avec les Flyers. 
De 2019 à 2025, il récolte 50 buts et 85 assistances en 278 matchs avec les Flyers. Le 31 janvier 2025, il est échangé aux Flames de Calgary avec Joel Farabee. En retour, les Flyers obtiennent les ailiers gauches Andreï Kouzmenko et Jakob Pelletier ainsi qu'un choix de 2e tour en 2025 et un choix de 7e tour en 2028.

## Vie privée
Il est le fils d'Andy Frost, personnalité radiophonique de Toronto et annonceur maison des Maple Leafs de 1999 à 2016.

## Statistiques

### En club
| Saison     | Équipe                         | Ligue      |     | Saison régulière | Saison régulière | Saison régulière | Saison régulière | Saison régulière |    | Séries éliminatoires | Séries éliminatoires | Séries éliminatoires | Séries éliminatoires | Séries éliminatoires |
| Saison     | Équipe                         | Ligue      | PJ  | B                | A                | Pts              | Pun              | PJ               | B  | A                    | Pts                  | Pun                  |                      |                      |
| 2015-2016  | Greyhounds de Sault Ste. Marie | LHO        | 65  | 7                | 20               | 27               | 12               | 12               | 1  | 2                    | 3                    | 0                    |                      |                      |
| 2016-2017  | Greyhounds de Sault Ste. Marie | LHO        | 67  | 20               | 42               | 62               | 36               | 11               | 2  | 6                    | 8                    | 4                    |                      |                      |
| 2017-2018  | Greyhounds de Sault Ste. Marie | LHO        | 67  | 42               | 70               | 112              | 56               | 24               | 10 | 19                   | 29                   | 26                   |                      |                      |
| 2018-2019  | Greyhounds de Sault Ste. Marie | LHO        | 58  | 37               | 72               | 109              | 45               | 11               | 7  | 11                   | 18                   | 4                    |                      |                      |
| 2019-2020  | Flyers de Philadelphie         | LNH        | 20  | 2                | 5                | 7                | 4                | -                | -  | -                    | -                    | -                    |                      |                      |
| 2019-2020  | Phantoms de Lehigh Valley      | LAH        | 41  | 13               | 16               | 29               | 20               | -                | -  | -                    | -                    | -                    |                      |                      |
| 2020-2021  | Flyers de Philadelphie         | LNH        | 2   | 0                | 0                | 0                | 0                | -                | -  | -                    | -                    | -                    |                      |                      |
| 2021-2022  | Phantoms de Lehigh Valley      | LAH        | 24  | 6                | 13               | 19               | 8                | -                | -  | -                    | -                    | -                    |                      |                      |
| 2021-2022  | Flyers de Philadelphie         | LNH        | 55  | 5                | 11               | 16               | 14               | -                | -  | -                    | -                    | -                    |                      |                      |
| 2022-2023  | Flyers de Philadelphie         | LNH        | 81  | 19               | 27               | 46               | 24               | -                | -  | -                    | -                    | -                    |                      |                      |
| 2023-2024  | Flyers de Philadelphie         | LNH        | 71  | 13               | 28               | 41               | 22               | -                | -  | -                    | -                    | -                    |                      |                      |
| 2024-2025  | Flyers de Philadelphie         | LNH        | 49  | 11               | 14               | 25               | 16               | -                | -  | -                    | -                    | -                    |                      |                      |
| Totaux LNH | Totaux LNH                     | Totaux LNH | 278 | 50               | 85               | 135              | 80               | -                | -  | -                    | -                    | -                    |                      |                      |

### En équipe nationale
| Année | Équipe        | Compétition                 |   | PJ | B | A | Pts | Pun      |  | Résultat |
| 2019  | Canada junior | Championnat du monde junior | 5 | 4  | 4 | 8 | 12  | 6e place |  |          |